# بخش اوش
بخش اوش (به فرانسوی: Arrondissement d'Auch) یک بخش در فرانسه است که در ژر واقع شده‌است.